# 金子義晁
金子 義晁（かねこ よしとも、1894年〈明治27年〉7月1日 - 1966年〈昭和41年〉11月27日）は、日本の病理学者、内科医。医学博士。同和病院初代理事長・院長、元外務省診療所所長、元老人病研究所副所長、元東京医科大学教授。

## 略歴
新潟県中蒲原郡村松町（現 五泉市村松）の士族出身。1914年（大正3年）3月に新潟中学校を卒業、1918年（大正7年）7月に第八高等学校を卒業、1922年（大正11年）3月に東京帝国大学医学部医学科を卒業。
1922年（大正11年）4月に東京帝国大学医学部病理学第一講座（教授：緒方知三郎）に入室、1927年（昭和2年）に東京帝国大学医学部附属医院第二内科（教授：呉建）に入局、1929年（昭和4年）3月に東京帝国大学から医学博士号を取得。
1932年（昭和7年）に入沢達吉の勧めで同仁会診療所所長に就任、1937年（昭和12年）に同仁会東京医院院長、1946年（昭和21年）に同和病院院長、1949年（昭和24年）に同和病院初代理事長・院長に就任。
1954年（昭和29年）に同和病院内に老人病研究会とその附置機関の老人病研究所を設立して東京帝国大学医学部病理学第一講座の恩師の緒方知三郎を老人病研究会の会長および老人病研究所の所長に迎えた。
1966年（昭和41年）11月27日午前6時50分に同和病院で尿路腫瘍のため死去、72歳没。

## 業績
外務省診療所所長を兼任し、海外の診療施設に派遣されると、在留邦人の診療制度に貢献した。また、外務省の職員の健康管理に尽力した。

## 栄典
- 1966年（昭和41年）4月29日 - 勲四等瑞宝章[14]

## 家族・親戚
- 金子義長（よしたけ） - 兄[15]、金子家7代目、内科医、小児科医、外科医、開業医、元新潟医学専門学校附属医院第二内科（沢田内科）医員、元新潟県地方病予防委員、元村松町会議員、元村松町青年団・警防団・翼賛壮年団団長。
- 沢田敬義（けいぎ） - 岳父[16]、元竹山病院内科医長[注 8]、竹山病院第2代院長、新潟医学専門学校第二内科学教室初代教授、新潟医科大学附属医院初代院長、新潟医科大学第2代学長、新潟医科大学名誉教授、新潟市名誉市民[18]。
- 竹山屯（たむろ） - 岳父の岳父（沢田敬義の妻の父）[16]、竹山家6代目、元新潟銀行・新潟県農工銀行監査役、医師、医学者[注 9]、新潟病院第2代院長、新潟医学校初代校長・附属病院初代院長、竹山病院開設者・初代院長[19]。
- 荻野久作 - 岳父の岳父の孫の岳父（竹山屯の長男 竹山正男〈竹山病院第3代院長〉の長男 竹山初男〈竹山病院第5代院長〉の妻の父）、元竹山病院産婦人科医長[20][注 10]、竹山病院第4代院長、新潟市名誉市民[21]。
- 池田謙斎 - 岳父の岳父の義兄の弟（竹山屯の姉 入沢唯〈ただ〉の夫 入沢恭平〈入沢達吉の父〉の弟）[3]、東京大学医学部綜理、日本で最初の医学博士。
- 今井雄七 - 岳父の岳父の長男の義妹の夫（竹山屯の長男 竹山正男の妻の妹の夫）。
- 沢田吾一 - 岳父の兄（沢田敬義の兄）[22]。
- 平山泰 - 義兄（妻の姉〈沢田敬義の長女〉の夫）[23]。
- 柴田淑次 - 義弟（妻の妹〈沢田敬義の三女〉の夫）[22]。
- 村田三郎 - 義弟（妻の弟〈沢田敬義の三男〉）の岳父[24]。
- 徳川恒孝 - 長男の義兄（長男の妻の姉の夫）[25][26][27]。
- 寺島誠一郎 - 長男の妻の父方の祖父[27][28]。
- 細川護立 - 長男の妻の母方の祖父[27][28]。
- 細川護貞 - 長男の妻の母方の伯父[28][29]。
- 細川護熙 - 長男の妻の母方の従兄[25][29]。
- 近衛忠煇 - 長男の妻の母方の従兄[28][29]。
- 近衛文麿 - 長男の妻の母方の伯父 細川護貞の岳父[28][29]。

## 友人
- 坂口献吉 - 新潟中学校の同期[注 11]、坂口仁一郎の長男[注 12]、坂口安吾の長兄[注 13]。

## 著作物

### 著書
- 『處方集成』沈倹[訳]、同仁会、1936年。

### 校閲書
- 『實用臨牀處方集』中川嘉志馬[著]、柳歩青[訳]、同仁会、1944年。

### 論文
- CiNii収録論文 - CiNii